# أبو القاسم أحمد هاشم
الشيخ أبو القاسم أحمد هاشم شيخ العلماء ومؤسس المعهد العلمي (1856 – 1934م).
ولد الشيخ أبو القاسم أحمد هاشم في عام 1278 هجرية 1856م في قرية برى المحس من أعمال مدينة الخرطوم. والده الشيخ أحمد هاشم العالم الجليل والقاضي الفقية، قاضى الخرطوم وبربر والتي كانت في ذلك الوقت مدينة شهيرة زاخرة برجال العلم والعلماء. والدته محسية وهي السيدة آمنة محمد المبارك عمر (بنت وهب-الفقيرة) ووالدها محمد المبارك عمر شيخ القرآن المعروف ببرى المحس وقرى أم مقت والتي. قيل أن الشيخ أحمد هاشم سمعها وهي تتلو القرآن عند ما زار والدها في برى المحس وكان عمرها تسع سنوات فخطبها ثم بنى بها عندما بلغت الثالثة عشرة من عمرها. وقد اشترطت عليه تدريسها كتاب (مختصر خليل) في الفقة و (صحيح البخاري) في الحديث.
حفظ الشيخ أبو القاسم أحمد هاشم القرآن في خلوة جده محمد المبارك عمر ثم على يدي الشيخ أحمد ود حسين في بربر وكان عمره إحدى عشرة سنة ثم ألحقه والده عند ما أحس بذكائه وفطنته بمسيد الغبش (غرب مدينة بربر) ليتلقى العلوم الدينية والعقلية على يدي الشيخ الذائع الصيت (محمد الخير عبد الله خوجلى الغبشاوى) الذي كانت له مدرسة عامرة تخرج فيها كثير من العلماء وكان من أبرز تلاميذ تلك المدرسة (الأمام المهدي). ثم دلف والتحق بمسجد (أرباب العقائد الشيخ اِدريس ود الأرباب) الجامع الكبير بالخرطوم ولزم الشيخ العالم (حسين المجدي) فدرس كتاب جمع الجوامع في أصول الفقة.
ترجم له ألأستاذ سعد ميخائيل في كتابة (شعراء السودان) قائلاً (إن تعريف حضرة صاحب الفضيلة ألأستاذ ألأكبر الشيخ أبا القاسم أحمد هاشم هو من باب تحصيل الحاصل فهو شيخ العلماء وكفى لا بل هو الشاعر الفحل الذي يجرى ولا يجرى معه، ترى صورته وما عليه من برد الجلال والوقار فتظنه فقيهاً سيسمعك الشعر بروح الفقهاء بينما هو يحمل بين جنبية مع التقوى والنزاهة فلو أن البهاء زهير سمعه ينشد:
لتمنى ذلك القول لنفسه. وهو عدا ذلك لغوى مدقق ومنطقي متفنن إذا بث راية في مسألة من المسائل العلمية أو ألاجتماعية أو ألأدبية كان رايه الفصل والمعول إليه في المبدأ والمآب. وله ديوان مطبوع سماه (روض الصفا في مدح المصطفى).
ولما انتشرت دعوة المهدية في كردفان -يضيف سعد ميخائيل- كان الشيخ أبو القاسم في بربر متزوداً بالعلوم وألآداب فتعين مدرساً بجامعها وظل بها إلى أن سقطت بيد المهدية ثم اتصل بالمهدي فقربه إليه وجعله كاتباً له وبعد أن لحق المهدي بربه اتخذه الخليفة عبد الله كاتباً أيضاً فظل معه إلى أن سقطت أم درمان واحتلتها الحكومة البريطانية التي عينته قاضياً لمديرية سنار عام (1899م) ثم نقل منها إلى مديرية النيل الأزرق عام (1906 م) فلما كان عام (1912 م) وقع اختيار الحكومة عليه لما رأته فيه من الجارة وألاستحقاق أن يكون شيخاً لعلماء السودان فكان لها ما أرادت. ولما كان الشيء بالشيء يذكر أرجو أن أنتهز الفرصة ليعلم القراء الكرام أن لصاحب الفضيلة الشيخ أبالقاسم أحمد هاشم أليد البيضاء في ترقية المعهد العلمي بالسودان وأدخل عليه المكتبة العلمية التي كادت أن تكون في صف أكبر المكاتب العلمية وهو صاحب الفضل في نموها وترقيتها ونقلها من حالتها القديمة إلى حالتها الحالية.
أدخل الشيخ أبو القاسم مجموعة من العلوم العصرية في ذلك الزمان لى التدرس في المعهد العلمي فأخذ الطلاب في تلقى علوم الجغرافيا والحساب وألإنشاء على أيدي أساتذة أجلاء مثل ألأستاذ (حسين منصور) وكان يهتم أيما اهتمام بطلابه فضمن لهم وظائف في القضاء والتدريس وغيرها من مجالات العمل. وبذا يكون قد ترك آثاره وواضحة في مسيرة المعهد العلمي فأصبح المعهد مؤسسة علمية متكاملة تحت نظام شامخ ثابت. كانت تلك وقفة مع حياة العالم الجليل في معهد أم درمان العلمي (نواة جامعة أم درمان ألإسلامية) التي استندت على عقيدة الشيخ أبو القاسم أحمد هاشم الواضحة وعلى صدق توحهه ألأصيل وعلى قوة عزيمته ومقدرته التخطيطية الرائعة التي كان يتوخى فيها التدرج وألأناة وتلمس الخطى.
يخرج على يديه أجيال من العلماء وألأساتذة الذين أسهموا بقدر كبير فيما بعد في تطور وترقية التعليم في السودان منهم: عبد الله الترابى، إبراهيم النور، يوسف إبراهيم النور، مجذوب مدثر إبراهيم الحجاز، إبراهيم أحمد ياجى، عبد الرحمن دفع الله، عبد الملك أبو القاسم وعلى محمد الصلحىوغيرهم من العلماء والمشايخ.
كان الشيخ رجلاً بارزاً في الحياة ألاجتماعية في فترة المهدية في الربع ألأول من القرن العشرين، فقد كان بسيطاً مهيباً، تراة لابساً قفطان الدبلان والجبة وراكباً على (حمارته) ذارعاً بها شوارع أم درمان جيئةً وذهاباً إلى عمله في المعهد بالجامع الكبير. وكان منزله مضيفةً ونادياً للعلماء وطلباً للعلم. فقد كان الشيخ يأوي طلاب ألأقاليم لمباشرة دراستهم دأبه في ذلك دأب أهل أم درمان.
في رمضان كان الشيخ يعقد حلقة عامرة بالعلماء يتدارسون فيها بعد صلاة العشاء (صحيح البخاري) كما كان يقوم ليلة 27 رجب بقراءة قصة المعراج. وعندما احتدم النقاش والخلاف بين جماعات الخريجين في ناديهم بأم درمان وانتشر الخلاف حتى انقسموا إلى فريقين (جماعة شوقي) و (جماعة الفيل) دعاهم الشيخ إلى اجتماع صلح تم في منزله. وتعدت مكانة الشيخ أبو القاسم العلمية وألاجتماعية إطار السودان وذاع صيته واشتهر بعلمه في كل أنحاء البلاد ألإسلامية لذلك وحينما سافر في عام (1926 م) لأداء فريضة الحج دعي لحضور أول مؤتمر إسلامي عالمي ب[[مكة المكرمة]] ولما حضر رئيس الوفد المصري (الشيخ ألأحمدى الظواهري) شيخ الجامع ألأزهر احتج على حضور الشيخ أبو القاسم بحجة أن السودان جزء لا يتجزأ من مصر ولا يصح أن يمثل بحضور شخص في هذا المؤتمر وأن الوفد المصري له الصلاحيات ليمثل السودان. إزاء هذا ألاحتجاج حدث أول خلاف داخل المؤتمر بين الدول المشاركة وأخيراً وافق المشتركون على حضور الشيخ أبى القاسم بصفته الشخصية لمكانته العلمية والدينية فكان هذا تعظيماً له ولمكانته.
عند ما حاصر الأمام المهدي الخرطوم كان الشيخ أبو القاسم متواجداً ببرى المحس متردداً على الخرطوم لتلقى العلم في مسجد (أرباب العقائد) فذهب إليه الشيخ أبو القاسم وإخوته محمد أحمد والشيخ الطيب مع والدهم الشيخ أحمد هاشم وقد كانوا قدموا من بربر ضمن جماعة ألشيخ ([[محمد الخير عبد الله خوجلى الغبشاوى]]) وبايعوه فقربهم إليه. وكتب إلى عامله ببربر (محمد الخير عبد الله خوجلى) وأو صاه خيراً بشيبة ألإسلام ألأب أحمد هاشم وبنيه. واحتفظ الأمام المهدي بعد ذلك بالشيخ أبو القاسم كاتباً له وكان عمره آنذاك 25 عاماً. وكان أول منشور كتبه هو منشور الأمام المهدي إلى علماء مصر. وبعد وفاة المهدي استمر الشيخ كاتباً للخليفة عبد الله من بعده فساهم في تسجيل آثار المهدية التعليمية. وكان ديوان الكتابة الذي أنشأه ألمهدي يضم كلاً من (فوزي وأحمدى ابنى ألأستاذ الفقية محمود ود بادى الدنقلاوى) ومحمد فوزي الذي كان موظفاً في الخرطوم وقتل بعد ذلك في موقعة شيكان وبقى فوزي وأحمدى يشغلان ديوان ألإنشاء) وبعد وفاة الأمام المهدي ودخول ألخليفة في صراع مع ألشراف راجت سوق الوشاية ووشى بفوزي وأحمدى زاعمين أنهما يعملان من طرف خفى لنزع سلطته فنفيا وقتلا. وكان من كتاب المهدي أيضاً (الشيخ محمد عمر البنا، الشيخ الصديق أبو صفية، أحمد النور الجعلى، والشيخ مدثر إبراهيم الحجاز) وهو الذي استدعى الشيخ أبو القاسم بعد ذلك وكان له مركزاً واضحاً في ديوان الخليفة عبد الله التعايشى. ولم يفلت الشيخ أبو القاسم من مؤامرات تلك الفترة وحادثة رسالة (منليك) التي سلمها له (محمد عثمان خالد) وضياعها ثم العثور عليها خير دليل على ذلك وقد وردت في كتاب (السودان بين عهدين لسعد ميخائيل) وواصل الشيخ عمله هذا دون كلل أو ملل بإخلاص وتفان شديدين.
بعد انهيار المهدية واستيلاء الجيش البريطاني على الحكم طلب الشيخ أبو القاسم أن توقد ناراً وأحرق كثيراً من ألأوراق التي كان يحتفظ بها ثم أتى إليه سلاطين باشا مع مجموعة من الضباط ألإنجليز وقد كان يعرفه منذ أن كان في ألأسر وطلبوا منه تسليم جميع الوثائق والرسائل التي يحتفظ بها فأبى وقال لهم ((إننى لا أملك شيئاً، لقد ذهب كل شيء مع صاحبه)) وألحوا عليه تارةً بالتهديد: وتارةً بالوعيد وتارةً بالترغيب ولما تبين لهم ألأمر انصرفوا وقال له سلاطين باشا (لقد أضعت فرصة كبيرة يا شيخ أبو القاسم)
عاصر الشيخ أبو القاسم ثورة (1924 م) والتي قامت بها مجموعة من الشباب وكان للشيخ أبناء شاركوا في هذه الثورة منهم ابنه (محمد ألأمين أبو القاسم والذي ظهر اسمه ضمن أعضاء جمعية اللواء ألأبيض وقد أيدهم في ثورتهم ضد ألأستعمار.
قد حدثت للشيخ كثير من المناقشات والمنازعات مع المستر بيل السكرتير القضائي حتى ضاقوا به ذرعاً فأحالوه للمعاش عام (1932 م) وكانوا يوجهون لة الدعوات في المناسبات ليحضرها في القصر باعتباره من الوجهاء وألأعيان من الدرجة الثالثة إمعاناً في إذلاله فرفض تلبية جميع دعواتهم.
سافر إلى مصر للعلاج من مرض في عينه ألم به وعاد بسلام واحتفل أصحابه وأصدقاؤه بعودته إلى وطنه وترنموا بها وفي ذلك يقول الشاعر عثمان محمد هاشم:
وقال الشاعر عبد الله محمد عمر البنا:
في شتاء عام 1934م أدركت الحمى الشيخ أبا القاسم ولزم منزله بأم درمان ولما اشتدت عليه العلة أدخل مستشفى الخرطوم للعلاج ثم خرج من المستشفى قبيل عيد الأضحى وكان بعض أهله يفكرون في الذهاب بة إلى مصر طلباً للعلاج لكنة كان يرد عليهم بقول الشاعر:
أشتد علية المرض في أيام عيد الأضحى ثم أسلم الروح في تاسع أيام العيد عند آذان العشاء في يوم ألاثنين التاسع عشر من ذي الحجة عام (1353 هجرية) الموافق الثاني من أبريل عام 1934م وعمره الثانية والسبعين. فانطوى بذلك سجل حياته الحافلة كلها عمل في سبيل رفعة الوطن والدين والعلوم ألإسلامية.
كان أبو القاسم شاعراً رقيقاً عذب ألألفاظ جيد المعانى، قال يمدح النبى:
جمع ألأستاذ سعد ميخائيل من شعره الكثير في كتابة (شعراء السودان) إلا أن أكثرة ضاع وربما يكون قد طاله الحريق ضمن ألأوراق التي أحرقت بعد دخول ألإنجليز بيته بعد سقوط أم درمان. لة عدة رسائل إبان عمله كاتباً بديوان الأمام ألمهدي والخليفة من بعده.